# Comuna Slobozia, Argeș
Slobozia este o comună în județul Argeș, Muntenia, România, formată din satele Nigrișoara și Slobozia (reședința).

## Așezare
Comuna se află în marginea sud-estică a județului, la limita cu județul Dâmbovița, pe malurile râului Dâmbovnic. Este străbătută de șoseaua județeană DJ659, care o leagă spre nord-vest de Mozăceni, Negrași, Rociu, Suseni, Bradu (unde se intersectează cu DN65B) și Pitești (unde se termină în DN65), și spre sud de Ștefan cel Mare și mai departe în județul Dâmbovița de Șelaru. Șoseaua DJ702F duce sore nord-est în județul Dâmbovița la Răscăeți și Petrești (unde are un nod pe autostrada A1 și se termină în DN61). Șoseaua județeană DJ503 o leagă spre sud-est de Șelaru în județul Dâmbovița și mai departe în județul Teleorman de Poeni, Siliștea, Purani, Blejești, Videle, Moșteni, Botoroaga, Drăgănești-Vlașca și mai departe în județul Giurgiu la Toporu, Stănești și Giurgiu (unde se termină în DN5B).

### Relief
În  cadrul  unității  fizico-geografice, teritoriul comunei face parte din  Câmpia Găvanu-Burdea, câmpie  cu  un  relief  ușor  vălurit, străbătută  de  apele  domoale  ale  Dâmbovnicului  și  ale  afluenților  acestuia: Glavaciocul, Negrișoara, Jirnovul  Mare etc. Vatra satului Slobozia se află de o parte și de alta a Dâmbovnicului, iar  a  satului  Negrișoara,  pe  partea  dreaptă  a  pârâului  Negrișoara, afluent  al  Dâmbovnicului.
Hipsometric, cea mai mare parte a teritoriului studiat se află situat între izohipsele de 155 m și 170 m. O mică parte din suprafața comunei se află situată la altitudini sub 155 m sau peste 170 m. Cote sub 155m se întâlnesc în luncile Dâmbovnicului și Negrișorii, în estul comunei, iar peste 170 m, în nord și vest .
Așezarea comunei în zona de câmpie se răsfrânge și asupra celorlalți factori fizico-geografici. Ca urmare, climatul este temperat continental, cu veri călduroase , exprimat prin următorii parametri termici: valori medii anuale de 10–11 grade C, aprox. 23 grade C – temperatura medie a verii și -4 grade C - temperatura medie a iernii.
În această zonă are loc convergența maselor de aer care vin din nord-estul țării cu cele din sud-vest. Din punct de vedere pedologic, comuna este așezată în zona solurilor argiloiluviale podzolite pseudogleizate și pseudogleice, brun-roșcate, soluri gleice și amfigleice, frecvent podzolite.
Astăzi, locul codrilor de altădată este luat de terenurile arabile, localitatea găsindu-se situată în zona de silvostepă.
Convergența tuturor componentelor de ordin fizico și economico-geografic din această zonă schițează și mai mult pitoreasca așezare a comunei Slobozia, aflată în plină zonă de câmpie.
Datorită densității reduse a văilor, valorile adâncimii fragmentării reliefului au tendința de creștere, mai ales către zonele de confluență . Valorile acesteia în aceste zone oscilează între 0 și 10 m/km². Importanța practică a studierii adâncimii fragmentării reliefului este dată de dispunerea terenurilor de cultură fie în lunci, fie pe câmpuri.
Pantele au în general valori reduse, predominând terenurile cu suprafețe netede, ușor înclinate, caracteristice pentru interfluvii și lunci. Terenurile înclinate au o extensiune în general redusă, corespunzând versanților văilor Dâmbovnicului și Negrișorii. Analiza pantelor are o importanță deosebită în stabilirea principalelor moduri de folosință a terenurilor agricole, ca urmare a limitelor ce există în cadrul lucrărilor mecanizate.
	Hipsometria teritoriului comunei aflate în studiu este redată prin curbele de nivel de 155 și 165 m. Din dispunerea acestora se poate observa că cea mai mare parte a comunei se află situată la o altitudine de peste 155 m. Cele mai joase zone sunt dispuse pe văile Dâmbovnicului, Negrișoarei și Jirnovului Mare, iar cele mai înalte sunt întâlnite sunt dispuse în vestul și nordul comunei, având valori de 175,1 m, respectiv 174,7 m.

### Flora
Prin însăși poziția sa  cu  caracter  de  tranziție  între  pădure  și  stepă,  zona  de  silvostepă,  în  care  se  încadrează  și  localitatea  aflată  în  studiu  cuprinde atât  arbori  din  primele etaje forestiere, cât  și  specii  stepice:
- arbori:  stejarul  pedunculat,  stejarul  brumăriu, cerul, gârnița, frasinul, jugastrul, ulmul, carpenul etc.
- etajul  arbuștilor  este  reprezentat  prin: păducel, sânger,  corn, mărul  pădureț, părul  pădureț, gheorghinarul, măceșul, porumbarul etc.
- vegetației  ierboase  îi  sunt  caracteristice  specii  xerofile  cum  ar  fi: gramineele  (firuța,  păiușul, colilia, pelinul, negara, spinul vântului), mohorul, trifoiul, pirul  gras, laptele  cucului etc.

Se întâlnesc și plante care în zona studiată sunt mai rare, cum ar fi: măzărichea (vicia cracca) și oreșnița (lathirus tuberosus).

### Fauna
Contrastele  mari  din  punct  de  vedere  climatic  dintre  iarnă  și  vară, ariditatea  accentuată, lipsa  de  adăpost  și  vegetația  mai  puțin  bogată  sunt  elemente  care  contribuie  la  restrângerea  faunei . Ca  urmare,  în  arealul  aflat  în  discuție, posibilitățile  cele  mai  bune  de  dezvoltare  dintre  mamifere  le  au  rozătoarele. Între cele prezente aici se numară:  hârciogul, popândăul, șoarecii  de  câmp  și  iepurele  de  câmp.  Alte  animale  care  sunt  prezente  în  teritoriul  respectiv  și-l  populează  mai  sunt: dihorul, vulpea  și  viezurele. În  păduri  se  pot  întâlni  din  ce  în  ce  mai  multe  căprioare,  care  s-au  aclimatizat  perfect  în  această  zonă.  Acest  lucru  îl  deducem  și  din  faptul  că  s-au  înmulțit  foarte  mult  în  ultimii  ani.  De  asemenea,  din  loc  în  loc  pot  fi  văzuți  și  porcii  mistreți, care  populează  pădurile, iar  primăvara  se  pot  zări  în  număr  considerabil  în  lanurile  de  porumb  din  apropiere.
	Dintre păsările existente în zonă amintim: prepelița, ciocârlia de câmp, pajura de stepă, vrăbiile, ciorile, potârnichea, graurul, iar în păduri este întâlnit fazanul. Dropia (Otis tarda), care până acum câteva decenii era răspândită prin lanurile de grâu, a dispărut cu desăvârșire. Printre alte specii care au dispărut se numără și rațele sălbatice cărora li se adaugă berzele, care se reduc vizibil, de la an la an. Guguștiucii (streptopelia decaocto) au apărut în această zonă cu aproximativ cinci - șase decenii în urmă, înmulțindu-se rapid, în momentul actual fiind cele mai numeroase păsări care populează zona.
În  apele  Dâmbovnicului  și-au  reluat  ciclul  de  viață , după  aproximativ  trei  decenii  de  întrerupere  în  urma  intensei  poluări produse de  către  combinatul  Arpechim  din  Pitești, câteva specii de pești cum ar fi cleanul, crapul, roșioara.

### Morfostructura satelor
Vatra satului este elementul care reflectă în modul cel mai fidel funcția economică a teritoriului rural, numărul și nivelul cultural al locuitorilor, istoria populării și a utilizării spațiului geografic, prin specificul fizionomiei sale.
Elementele care sunt analizate în cadrul fizionomiei sunt : forma, structura și textura.
Satul Slobozia are o formă poligonală, pe când Negrișoara are una rectangulară, acest lucru datorându-se faptului că, celui din urmă, fiind mult mai mic, i s-au putut aduce modificări, ajungându-se în final la forma de astăzi, iar celălalt are dimensiuni mult mai mari, este mult mai vechi și are o densitate a populației mult mai mare. O altă explicație ar fi pentru satul Slobozia că cea mai mare parte a locuitorilor săi provine din diferite regiuni geografice ale țării, iar în momentul instalării lor pe aceste meleaguri nu au respectat o anumită ordine, fiecare împrejmuindu-și terenul din preajma locuinței sale în funcție de necesități și de influența pe care o avea în rândul comunității. Cei care s-au așezat pe aceste meleaguri mai târziu au fost nevoiți să respecte tradițiile și obiceiurile locului.
Satele comunei Slobozia, ca de altfel toate satele situate în zonele de câmpie, sunt unele de tip adunat, gospodăriile găsindu-se dispuse de-a lungul rețelei de drumuri în mod grupat. Cea mai mare parte a moșiei se găsește situată în afara vetrei satului, adică la câmp.
În  ceea  ce  privește  textura,  și  la  acest  capitol,  cele  două  sate  sunt  total  diferite.  Astfel, satul  Slobozia  are  o  textură  neordonată,  pe  când  Negrișoara  are  una  ordonată,  cel  din  urmă  asemănându-se  foarte  bine  din  punctul  de  vedere  al  acestor  aspecte cu  satul  vecin,  Ștefan  cel   Mare.

## Istorie

### Istoria așezărilor înaintea formării comunelor
Până  în  secolul  al  XIX-lea  pe  raza  comunei  trecea  un  drum  numit  „al  Basarabilor” , ce  a  fost  desființat  pe  la  1884.  Din  acesta  pornea   un  alt  drum  spre  Mânăstirea  Glavacioc,  ce  a  fost  curte   domnească   și  loc  de  popas  pentru  caii  domnești  în  trecut,  fiind  parte  componentă  a  localității  vecine, Ștefan  cel  Mare.  Din  drumul „Basarabilor”  se  mai  păstrează  și  astăzi  o  porțiune  numită  „drumul  vacilor”.
Localitatea Slobozia este situată în partea de est a Câmpiei Găvanu – Burdea , zonă în care urmele vieții materiale au vechi rădăcini în istoria poporului român. Acoperită de păduri , străbătută de valea Dâmbovnicului , câmpia a oferit de-a lungul timpului prilej pentru dezvoltarea așezărilor umane. Așa cum se arată într-o veche monografie istorică a localității , apariția și dezvoltarea așezărilor omenești a fost facilitată și de existența sursei de apă , a peștelui , a vânatului pădurilor ,a pășunilor întinse și a ogoarelor mănoase. În același timp, cadrul natural îi ferea pe locuitori de privirile dușmanilor sau îi ocrotea , oferindu-le loc de refugiu în timpul incursiunilor sau invaziilor armate făcute de unele popoare , mai ales de turci .
În cadrul teritoriului aflat în studiu nu s-au făcut descoperiri arheologice, dar descoperirile făcute pe teritoriul comunei vecine arată că valea Dâmbovnicului a constituit un loc prielnic întemeierii și dezvoltării așezărilor omenești timpurii, căutând să reziste intemperiilor. Comuna Slobozia apare pentru prima dată sub această denumire într-o hartă rusească, întocmită între anii 1828–1832. Este posibil însă ca ea să dateze din vremea domnitorului Constantin Brâncoveanu, care a domnit între anii 1688–1714, pe baze toponimice: atât numele localității a fost într-o vreme Slobozia-Brâncoveanu, și un dig foarte mare (aproximativ 1 km lungime, 10 m înălțime și 8 m lățime), care unește cele două coline, din stânga și din dreapta râului Dâmbovnic, este cunoscut și astăzi sub denumirea de „Digul Brâncoveanu”. Acesta a fost construit pentru a putea fi amenajată o moară pe apă la extremitatea răsăriteană, pe unde curge apa râului și pentru a apăra vatra satului de eventualele viituri ale râului.
Înainte de Brâncoveanu, așezarea purta numele de Neagra. Atunci, locuințele erau împrăștiate în grupuri mici pe întreaga moșie a comunei și erau denumita astfel: Geru (pe valea Găvenii), Nigrișoara (pe valea Negrișorii), Ciocănești, Țigănușa și altele. Aceste așezări erau locuite de moșneni , care s-au vândut cu loturi lui Brâncoveanu la 1688, fiind scutiți de bir și dijmă și primind în schimb locuri pentru pășuni și fânețe, necesare pentru animale, mai ales pentru oi.
Atrași probabil de condițiile de existență mai bune și de suprafețele mari pentru pășunat, pe teritoriul localității s-au adunat moșneni și clăcași , veniți din diverse regiuni ale țării, mulți dintre ei ca păstori. Cei mai mulți păstori au venit însă în timpul domnitorului Știrbei Vodă (1849–1856), printre aceștia numărându-se „oltenii”, care au venit comuna Butoiești, județul Mehedinți, „jienii”, ce au venit de pe malurile râului Jiu, din județul Gorj, iar „ungurenii” sunt păstori proveniți de prin părțile Sibiului.
În vremea domnitorului Brâncoveanu exista la Slobozia și un conac pentru popasul domnesc, ce a fost refăcut de Știrbei Vodă, acesta moștenindu-l împreună cu ținuturile din jur. Mai târziu, acesta a fost moștenit de unul dintre descendenții nobilei familii moldovene Sturdza, pe nume Costache, prin căsătoria sa cu Irina Câmpineanu, cea care moștenise acest domeniu.
Familia Sturdza a păstrat această moștenire până în anul 1948, când au fost naționalizate principalele mijloace de producție abuziv de către statul comunist. De atunci, principalele clădiri au fost transformate în școli, sediu C.A.P., grădinițe etc. Din viața socială a comunei se mai pot aminti evenimente ca răscoala clăcașilor din anul 1899, atunci restabilindu-se ordinea cu ajutorul unui regiment de moldoveni.

### După constituirea comunelor
Organizarea administrativă pe comune datează din 1864, din timpul lui Alexandru Ioan Cuza. La sfârșitul secolului al XIX-lea, comuna Slobozia (sau Dulul Brâncoveanului) făcea parte din plasa Gălășești a județului Argeș, și avea în unicul ei sat o populație de 2425 de locuitori. În comună funcționau două biserici și o școală primară rurală. Anuarul Socec din 1924 consemnează comuna în plasa Dâmbovnic a aceluiași județ, cu o populație de 2827 de locuitori în unicul său sat.
În 1950, comuna a fost transferată raionului Găești din regiunea Argeș. În 1968, în alcătuirea actuală, a revenit la județul Argeș, reînființat.

## Monumente istorice
Un singur obiectiv din comuna Slobozia este inclus în lista monumentelor istorice din județul Argeș ca monument de interes local: monumentul istoric de arhitectură reprezentat de ansamblul conacului Sturdza din Slobozia, datând de la sfârșitul secolului al XIX-lea, ansamblu alcătuit din conac, construcții-anexă și incintă.

## Demografie
Componența etnică a comunei Slobozia
     Români (95,2%)
     Alte etnii (0,26%)
     Necunoscută (4,54%)
Componența confesională a comunei Slobozia
     Ortodocși (94,75%)
     Alte religii (0,24%)
     Necunoscută (5,01%)
Conform recensământului efectuat în 2021, populația comunei Slobozia se ridică la 4.209 locuitori, în scădere față de recensământul anterior din 2011, când fuseseră înregistrați 4.619 locuitori. Majoritatea locuitorilor sunt români (95,2%), iar pentru 4,54% nu se cunoaște apartenența etnică. Din punct de vedere confesional, majoritatea locuitorilor sunt ortodocși (94,75%), iar pentru 5,01% nu se cunoaște apartenența confesională.

## Politică și administrație
Comuna Slobozia este administrată de un primar și un consiliu local compus din 13 consilieri. Primarul, Constantin Cojocaru[*], de la Partidul Național Liberal, este în funcție din 1 noiembrie 2024. Începând cu alegerile locale din 2024, consiliul local are următoarea componență pe partide politice:
|  | Partid                    | Consilieri | Componența Consiliului | Componența Consiliului | Componența Consiliului | Componența Consiliului | Componența Consiliului | Componența Consiliului | Componența Consiliului | Componența Consiliului |
|  | ------------------------- | ---------- | ---------------------- | ---------------------- | ---------------------- | ---------------------- | ---------------------- | ---------------------- | ---------------------- | ---------------------- |
|  | Partidul Național Liberal | 8          |                        |                        |                        |                        |                        |                        |                        |                        |
|  | Partidul Social Democrat  | 5          |                        |                        |                        |                        |                        |                        |                        |                        |